# Lex loci contractus
La Lex loci contractus es un locución latina que significa "la ley del lugar del contrato", utilizada para referirse a que la ley aplicable para la regulación de un contrato es la del país en el que se ha celebrado.
Tiene una gran importancia en Derecho internacional privado, en aquellos juicios en los que el juez debe decidir qué ley aplicar (si debe aplicar la ley propia, o la de algún otro país). En este caso, la lex loci contractus es una posibilidad mediante la cual el juez aplicaría la ley del lugar de celebración del contrato como normativa vinculante para el litigio.
También es posible pactar dentro de un contrato que la ley aplicable sea la de otro lugar distinto, pero la ley del lugar de celebración es, como mínimo, aplicable para las condiciones de validez de dicho contrato en el momento en que se firma.
Además, cuando no se ha estipulado nada en contra, la lex loci contractus suele ser la aplicable para dirimir el litigio. Esto sin embargo varía en función de cada legislación y de las circunstancias de la contratación (sujetos, objeto, forma, lugar, etc.).